# ベーコン郡 (ジョージア州)
ベーコン郡（ベーコンぐん、英: Bacon County）は、アメリカ合衆国ジョージア州の南部に位置する郡である。2010年国勢調査での人口は11,096人であり、2000年の10,103人から9.8%増加した。郡庁所在地はアルマ市（人口3,466人）であり、同郡で人口最大の都市でもある。

## 歴史
1914年7月7日、ベーコン郡を創設するためのジョージア州憲法修正が提案され、1914年11月3日に批准された。郡名はジョージア州選出のアメリカ合衆国上院議員を務めたオーガスタス・ベーコン（在任1895年-1914年）に因んで名付けられた。

## 地理
アメリカ合衆国国勢調査局に拠れば、郡域全面積は285.92平方マイル (740.5 km2)であり、このうち陸地284.95平方マイル (738.0 km2)、水域は0.97平方マイル (2.5 km2)で水域率は0.34%である。

### 主要高規格道路

#### アメリカ国道
- アメリカ国道1号線
- アメリカ国道23号線

#### ジョージア州道
- ジョージア州道4号線
- ジョージア州道4号線代替路
- ジョージア州道19号線
- ジョージア州道32号線
- ジョージア州道203号線

### 隣接する郡
- アップリング郡 - 北東
- ピアース郡 - 東
- ウェア郡 - 南
- コフィー郡 - 西
- ジェフデイビス郡 - 北西

## 人口動態
以下は2000年の国勢調査による人口統計データである。
| 基礎データ - 人口: 10,103人 - 世帯数: 3,833 世帯 - 家族数: 2,813 家族 - 人口密度: 14人/km2（36人/mi2） - 住居数: 4,464軒 - 住居密度: 6軒/km2（16軒/mi2） 人種別人口構成 - 白人: 81.48% - アフリカン・アメリカン: 15.70% - ネイティブ・アメリカン: 0.15% - アジア人: 0.30% - その他の人種: 1.46% - 混血: 0.91% - ヒスパニック・ラテン系: 3.39% | 年齢別人口構成 - 18歳未満: 26.2% - 18-24歳: 9.9% - 25-44歳: 28.0% - 45-64歳: 23.0% - 65歳以上: 12.8% - 年齢の中央値: 35歳 - 性比（女性100人あたり男性の人口） - 総人口: 96.1 - 18歳以上: 91.4 世帯と家族（対世帯数） - 18歳未満の子供がいる: 33.0% - 結婚・同居している夫婦: 55.2% - 未婚・離婚・死別女性が世帯主: 14.1% - 非家族世帯: 26.6% - 単身世帯: 23.6% - 65歳以上の老人1人暮らし: 9.5% - 平均構成人数 - 世帯: 2.60人 - 家族: 3.03人 | 収入と家計 - 収入の中央値 - 世帯: 26,910米ドル - 家族: 32,579米ドル - 性別 - 男性: 27,780米ドル - 女性: 19,049米ドル - 人口1人あたり収入: 14,289米ドル - 貧困線以下 - 対人口: 23.7% - 対家族数: 20.2% - 18歳未満: 31.4% - 65歳以上: 25.7% |

## 都市と町
- アルマ - 郡庁所在地